# Амур, Салмин
Салмин Амур (суахили Salmin Amour; род. 1942, Каир) — занзибарский и танзанийский политик и дипломат, пятый президент Занзибара, второй вице-президент Танзании (1990—1995).

## Биография
В 1990 году, когда Идрис Абдул Вакил не пошёл на второй срок, Салмин Амур был избран президентом Занзибара на последних безальтернативных выборах в автономии. В 1995 году переизбран на выборах, в которых боролся за пост с представителем оппозиционной партии Чама Ча Вананчи — Сейфом Шарифом Хамадом.